# Gypsyhook EP
Gypsyhook je první sólové album Sonnyho Moora. Je to také jeho jediné album vydané pod jménem Sonny Moore (následující, pod svojí přezdívku Skrillex).

## Seznam skladeb
| Pořadí | Název                         | Délka |
| ------ | ----------------------------- | ----- |
| 1.     | Gypsyhook                     | 4:19  |
| 2.     | Mora                          | 3:37  |
| 3.     | Copaface2                     | 4:12  |
| 4.     | Gypsyhook (vs. DMNDAYS)       | 4:29  |
| 5.     | Mora (vs. The Toxic Avenger)  | 5:19  |
| 6.     | Mora (vs. LAZRtag)            | 5:11  |
| 7.     | Copaface2 (vs. Dan Sena)      | 4:49  |
| 8.     | Kai sui (海水; Sea water)     | 3:42  |
| 9.     | Mora (Video; US iTunes bonus) | 3:47  |

## Obsazení
- Sonny Moore – zpěv, elektrická kytara, klávesy, syntetizátor, programování, bicí
- Sean Friday – bicí
- Noah Shain – produkce